# Епархия Ыйджонбу
 Епархия Ыйджонбу (лат. Dioecesis Uiiongbuensis) — епархия Римско-Католической церкви с центром в городе Ыйджонбу, Южная Корея. Епархия Ыйджонбу входит в митрополию Сеула. Кафедральным собором епархии Ыйджонбу является церковь Непорочного Сердца Марии.

## История
24 июня 2004 года Римский папа Иоанн Павел II выпустил буллу Animarum saluti, которой учредил епархию Ыйджонбу, выделив её из архиепархии Сеула.

## Ординарии епархии
- епископ Йосеп Ли Хан Тхэк (5.07.2004 — 26.02.2010);
- епископ Педро Ли Ги Хон (26.02.2010 — по настоящее время).